# Pedro Sertanejo
Pedro de Almeida e Silva, mais conhecido como Pedro Sertanejo (Euclides da Cunha, 26 de abril de 1927 – São Paulo, 3 de janeiro de 1997), foi um músico brasileiro, o pioneiro do forró em São Paulo. Era sanfoneiro, compositor, radialista e fundador do primeiro selo independente, a Gravadora Cantagalo.

## Carreira
Em 1956, aos 29 anos, realizou sua primeira gravação, acompanhado de seu conjunto, pela Copacabana, interpretando o xote "Roseira do Norte" de sua autoria e Zé Gonzaga e a polca "Zé Passinho na festa" de sua autoria. Em 1958, já na Todamérica, gravou de sua autoria, o baião "Balaio do norte" e o forró "Forró brejeiro", tocando acordeom. Em 1959 gravou a polca "Euclides da Cunha", de sua autoria, em referência ao nome de sua cidade natal, e a rancheira "Caipirinha" de Nadim de Correia Marques. Em 1964 fundou o selo Cantagalo, dirigindo a gravadora por toda a década de 1960. Nesse período, convidou Dominguinhos, então iniciante, a gravar LP destinado ao público migrante nordestino. Pedro Sertanejo, gravou ao longo de sua carreira mais de 100 LP's. Um brilhante sanfoneiro que deixou sua contribuição enobrecendo a Música Regional Sertaneja. 
O seu salão de forró, situado na Rua Catumbi no bairro do Belenzinho, foi o ponto de encontro de vários nordestinos em São Paulo. As atrações eram Luiz Gonzaga, Jackson do Pandeiro, Zé Gonzaga, Marinês e Dominguinhos, entre outros. Casado com Noemia Lima e Silva, tiveram seis filhos: Arecessone, Oswaldo (Oswaldinho do Acordeon), Aristoteles, Juracy, Maisa e Cecila.

## Morte
Faleceu em 3 de janeiro de 1997, na capital paulista, aos 69 anos. Até hoje a causa de sua morte não foi bem explicada.

## Discografia
- (1997) Adeus Jacobina - RB Music - CD
- (1986) Forró Em Família/Osvaldinho Do Acordeon - Phonodisc Mid, Phonodisc - LP
- (1983) Homenagem Aos Conterrâneos - Sertanejo/Chantecler - LP
- (1982) Forró Na Capital - Sertanejo/Chantecler - LP
- (1979) Forró Da Gafieira - Musicolor/Continental - LP
- (1978) Forró De Luna - Musicolor/Continental - LP
- (1978) Forró Na Casa Grande - Musicolor/Continental - LP
- (1977) Meu Sabiá - Musicolor/Continental - LP
- (1975) Forró Brejeiro - Musicolor/Continental - LP
- (1974) Sertão Brasileiro - Musicolor/Continental - LP
- (1973) Visite O Nordeste - Musicolor/Continental - LP
- (1973) Sanfoneiro Do Norte - Musicolor/Continental - LP
- (1972) Na Onda Do Forró - Tropicana/CBS - LP
- (1970) Coração Do Norte - Musicolor/Continental - LP
- (1970) Pedro Sertanejo - Musicolor/Continental - LP
- (1968) Forró Pernambucano - Cantagalo - LP
- (1967) Rato Molhado - Musicolor/Continental - LP
- (1967) Chapéu De Couro - Musicolor/Continental - LP
- (1966) Saudade De Itapoã - Continental - LP
- (1963) Sete punhá/Chuliado da vovó • Continental • 78
- (1963) Roseira do Norte/Zé Passinho na festa • Sabiá • 78
- (1963) Festa em Geremoabo/Coqueiro seco • Sabiá • 78
- (1962) Forró alagoano/Azulão • Caboclo • 78
- (1962) Sanfoneiro do Norte/Limeirinha • Caboclo • 78
- (1962) Festa de São João/Coração do norte • Caboclo • 78
- (1961) Festa na fazenda/Arco-verde • Continental • 78
- (1961) Diabo no forró/Saudade de Jacobina • Continental • 78
- (1961) Boa Esperança/Ladeira do sabão • Continental • 78
- (1961) Balaio do norte/Forró brejeiro • Continental • 78
- (1961) Forró nordestino/Euclides da Cunha • Continental • 78
- (1961) Campo formoso/Caipirinha • Continental • 78
- (1961) O rei do sertão/Quadrilha do norte • Continental • 78
- (1961) Bela vista/Forró pernambucano • Continental • 78
- (1961) Balão, Quadrilha E Quentão - Continental - LP
- (1960) Rancho velho/Forró de Aracaju • Todamérica • 78
- (1960) Festa na fazenda/Arco-verde • Todamérica • 78
- (1959) Forró nordestino/Euclides da Cunha • Todamérica • 78
- (1959) Campo formoso/Caipirinha • Todamérica • 78
- (1959) Diabo no forró/Saudade de Jacobina • Todamérica • 78
- (1959) Boa Esperança/Ladeira do sabão • Todamérica • 78
- (1958) Balaio do norte/Forró brejeiro • Todamérica • 78
- (1958) O rei do sertão/Quadrilha do norte • Todamérica • 78
- (1956) Roseira do Norte/Zé Passinho na festa • Copacabana • 78
- (1956) Festa em Geremoabo/Coqueiro seco • Copacabana • 78

- Forró Brejeiro
- Forró de Luna
- Forró na Casa Grande
- Meu sabiá
- Na Onda do Forró
- Rato Molhado
- Sanfoneiro do Norte
- Sertão Brasileiro
- Visite o Nordeste